# Piptocarpha triflora
Piptocarpha triflora là một loài thực vật có hoa trong họ Cúc. Loài này được (Aubl.) Benn. ex Baker miêu tả khoa học đầu tiên năm 1873.